# Еловый лесной певун
Ело́вый лесно́й певу́н (лат. Setophaga fusca) — вид птиц семейства древесницевых.

## Описание
На голове, горле и на груди оперение ярко оранжевое. Оперение спины и кроющие перья от серо-чёрного до серо-бурого с белыми пятнами на крыльях. Оперение нижней стороны имеет желтоватый цвет с чёрными полосами по бокам. В противоположность самцу самка окрашена менее ярко и имеет более матовую оранжевую окраску на голове и груди. Молодые птицы имеют похожее оперение как и у взрослых самок.

## Распространение
Области гнездования находятся на востоке Северной Америки, от юга Канады через Великие озёра и Новую Англию до Северной Каролины. На зимовку еловый лесной певун мигрирует в Анды в Южную Америку, Колумбию, Эквадор и Перу. Следующие гнездовья находятся в Венесуэле и Панаме, тем не менее количество еловых лесных певунов здесь меньше, чем в других областях. Как редкий гость он встречается также в Западной Европе.

## Питание
Питание состоит преимущественно из насекомых. Зимой он расширяет свой рацион ягодами и плодами. Он важен для североамериканских лесов на севере, так как уничтожает прежде всего вредителей и гусениц вредных насекомых.